# Rio Yoshino
O rio Yoshino (吉野川, Yoshino-gawa), é um rio da ilha Shikoku, no Japão. Com 194 km de comprimento e uma bacia hidrográfica de 3 750 km², é o segundo mais longo da ilha (apenas um pouco menos longo que o Shimanto) e é o único cuja bacia se estende pelas quatro prefeituras de Shikoku (Kamegamori, Kochi, Ehime e Tokushima).
É geralmente considerado um dos três grandes rios do Japão, em conjunto com o Tone e o Chikugo, sendo designado também Shikoku Saburō (四国三郎; Saburō é um nome dado ao terceiro filho).
O rio Yoshino nasce na floresta de Kanega, no monte Kamegamori (瓶ケ森) em Ino, prefeitura de Kōchi e corre para leste. Em Otoyo vira para norte e cruza os montes Shikoku. O desfiladeiro, chamado Ōboke Koboke, é uma atração turística da ilha. Já em Ikeda, prefeitura de Tokushima, volta a tomar a direção leste e desagua a norte de Tokushima. Os seus principais afluentes são o Ananai, o Iya, o Dōzan, o Sadamitsu e o Anabuki. O rio é muito usado para a prática de rafting, em especial no segmento de cerca de oito quilómetros entre as gargantas de Oboke e Koboke, onde apresenta rápidos e correntes naturais, que ajudaram a moldar o perfil do rio nos últimos milhões de anos. Também na zona é atravessado por diversas pontes de corda que constituem atrações turísticas.
O rio tem algumas "pontes submersas" (潜水橋 Sensuikyō), equivalentes às Chinkabashi do rio Shimanto, das quais foram retirados os parapeitos para não serem levadas pelas cheias. A reconstrução da barragem de Yoshino Daiju (吉野川第十堰 Yoshino-gawa Daijūzeki) perto da foz provocou muita controvérsia entre os ambientalistas japoneses. O rio é presentemente visto como local para construção de diversas barragens para aproveitamento hidroelétrico, apesar de já contar com diversas, entre as quais a de Nagasawa (長沢ダム), com 71 metros de altura e que produz 5 000 kW.
Todos os anos, em finais de julho, é realizado um festival em Tokushima designado "Festival do Rio Yoshino".